# ボルボ・XC40
XC40（Volvo XC40）は、スウェーデンの自動車メーカー、ボルボ・カーズが製造・販売するコンパクトSUVである。
本項では2020年10月よりXC40 Rechargeの名称で製造・販売され、2024年2月に車名が変更されたEX40(Volvo EX40)についても記述する。

## 概要
2016年にConcept 40.1と呼ばれるコンセプトカーで発表。2017年9月21日、XC40はイタリア・ミラノのファッションウィーク特設会場で発表された。
2018年3月5日、「欧州カーオブザイヤー2018」にボルボ・カーズとして初めてXC40が受賞した。
2018年12月7日、第39回「日本カー・オブ・ザ・イヤー」を受賞した。2017年のXC60に続き２連続での受賞となった。

## 初代（2017年-）
新世代モジュラープラットフォーム「CMA」を最初に導入したコンパクトSUVである。
2017年11月からベルギー・ゲント工場（VCG）で製造を開始、2018年初頭からヨーロッパ、北米、カナダ等で販売が開始された。
エンジンは2.0L 4気筒ガソリンエンジン、2.0L 4気筒ディーゼルエンジン（日本未発売）がある。後にXC40には新型の1.5L 直列3気筒ガソリンエンジン搭載のエントリーモデル車とプラグインハイブリッド車が追加された。
2022年12月13日、 IIHSのモデレートオーバーラップ2.0テストにおいて総合評価「Good」を獲得した。

### 日本での販売
2018年1月26日にXC40 T5 AWD R-Design 1st Editionを全国300台限定で予約注文の受付を開始した。発売は2018年3月である。
2018年3月28日、XC40の日本での販売を開始。日本に導入されるエンジンはいずれも2.0L 直列4気筒直噴ターボの「T4」（最高出力190PS）と「T5」（同252PS）の2種類で、いずれもトランスミッションは8速AT。グレードはT4エンジン車が「T4」、「T4 Momentum」、「T4 AWD Momentum」、「T4 AWD R-Design」、「T4 AWD Inscription」の5車種、T5エンジン車は「T5 AWD R-Design」、「T5 AWD Inscription」の2車種。
2019年3月6日、安全装備を強化する仕様変更を実施。
2020年8月25日、プラグインハイブリッド車（1.5L 直列3気筒ターボエンジン+モーター、7速DCT）の「Recharge Plug-in hybrid T5 Inscription」を追加。ガソリン車のT4、T5についても48Vマイルドハイブリッド仕様の「B4」（最高出力197PS）、「B5」（同250PS）に置き換えられた（T5 AWD Inscriptionは廃止）。
2021年7月21日、プラグインハイブリッド車のエントリーグレード「Recharge Plug-in hybrid T5 Inscription Expression」を追加。マイルドハイブリッド車の「B5 AWD R-Design」を廃止。
2021年11月24日、新開発のB3エンジン（163PS・48Vマイルドハイブリッド）および7速DCTを搭載したエントリーモデル、「B3」、「B3 Momentum」を追加。これまでのエントリーグレードの「B4」および「B4 Momentum」のFWD車を廃止。またB4エンジン車のトランスミッションが7速DCTに変更され、プラグインハイブリッド車を含めた全車が7速DCTに統一された。
2022年7月6日、初のフェイスリフトを実施。グレードを上級グレードの「Ultimate」と充実装備の「Plus」および 「Plus Pro」に再編。これによりグレード構成は「Plus B3」、「Plus Pro B3」、「Plus Pro B4 AWD」、「Ultimate B4 AWD」の4グレードとなる。
また、後述の電気自動車「XC40 Recharge」の導入にともないプラグインハイブリッド車を廃止。
2022年10月18日、特別仕様車「Ultimate B4 AWD Dark Edition」を発売した。
2022年10月26日、 OBDのハーネスにおいてハーネス設計工程の管理が不適切なため、リコールを国土交通省に届け出た。同年8月5日に輸入された車両が対象。
2023年5月18日、仕様変更。特別仕様車として販売されていた「Ultimate B4 AWD Dark Edition」をカタログモデルに昇格。またエントリーグレードの「Plus B3」を廃止し、ミドルグレードの「Plus Pro B3」および「Plus Pro B4 AWD」を「Plus B3」「Plus B4 AWD」に名称変更した。
2024年4月25日、特別仕様車「Plus B3 Selection」を300台限定で発売。また、最上級グレードの「Ultimate B4 AWD」は「Ultra B4 AWD」に名称変更された。
2024年9月2日、特別仕様車「Ultra B4 AWD Dark Edition」を発売。

## XC40 Recharge / EX40
2019年10月16日、ボルボ初の電気自動車としてXC40 Rechargeが発表された。最高出力408hpの電動4WDパワートレインを搭載し、1回の充電で400kmの走行が可能という。2020年10月1日より生産が開始され、同月下旬には販売が開始される。
2024年2月、XC40 Rechargeの車名をEX40に変更することが発表された。欧州では同年5月より新たな車名で販売される。

### 日本での販売
2022年5月18日、同年7月7日よりオンラインでの受注を開始することが発表された。ラインナップは四輪駆動の上級モデル「Ultimate Twin Motor」と前輪駆動のエントリーモデル「Plus Single Motor」の計2タイプ。いずれも9.6kWの普通充電と、最大出力150kWまでのCHAdeMO規格の急速充電に対応する。
2023年3月8日、シングルモーターモデルが後輪駆動に仕様変更されると共に、日本ではツインモーター（四輪駆動）モデルが廃止され、後輪駆動の上級モデル「Ultimate Single Motor」が設定される。
2024年9月11日、日本においても車名が「EX40」に変更されると共に、仕様変更を実施。上級グレードの「Ultimate」は「Ultra」に名称変更され、2023年3月の仕様変更で廃止されたツインモーター（四輪駆動）モデルが「Ultra Twin Motor」として復活設定された。また、特別仕様車「Ultra Single Motor Black Edition」も発売された。

## エンジン
| モデル        | 形式     | 年式  | 最高出力(rpm)        | 最大トルク(rpm)             | 総排気量 | 備考                                            |
| ------------- | -------- | ----- | -------------------- | --------------------------- | -------- | ----------------------------------------------- |
| - T4 - T4 AWD | B4204T47 | 2017– | 140 kW (190 PS) 4700 | 300 N⋅m (31 kg⋅m) 1400–4000 | 1969cc   | 水冷直列4気筒DOHC16バルブターボチャージエンジン |
| T5 AWD        | B4204T18 | 2017– | 185 kW (252 PS) 5500 | 350 N⋅m (36 kg⋅m) 1800–4800 | 1969cc   | 水冷直列4気筒DOHC16バルブターボチャージエンジン |

| モデル | 形式     | 年式  | 最高出力(rpm)        | 最大トルク(rpm)             | 総排気量 | 備考                                              |
| ------ | -------- | ----- | -------------------- | --------------------------- | -------- | ------------------------------------------------- |
| D4 AWD | D4204T12 | 2017– | 140 kW (190 PS) 4000 | 400 N⋅m (41 kg⋅m) 1750–2500 | 1969cc   | 水冷直列4気筒DOHC16バルブターボチャージディーゼル |